# Centrala związkowa
Centrala związkowa – federacja lub konfederacja związków zawodowych w danym kraju.

## Historia
Po powstaniu w połowie XIX w. nowego typu związków zawodowych skupiających pracowników wykwalifikowanych jednego zawodu, w Wielkiej Brytanii w 1868 związki zawodowe wspólnie utworzyły ogólnokrajowy Kongres Związków Zawodowych (TUC). Centrale ogólnokrajowe utworzono również w innych krajach, w 1834 w Stanach Zjednoczonych powstał Krajowy Związek Zawodowy (NTU), 1866 — Krajowy Związek Robotniczy (NLU), ale szybko zakończyły działalność. W 1881 utworzono Federację Związków Zawodowych i Organizacji Robotniczych Stanów Zjednoczonych i Kanady (FOTLU), w 1886 przemianowaną na Amerykańską Federację Pracy (AFL). W 1886 we Francji powstała Krajowa Federacja Związków Zawodowych (Fédération Nationale des Syndicats), 1895 przekształcona w Powszechną Konfederację Pracy (CGT), w 1904 powołano centralę liberalnych związków zawodowych — Federację Żółtych Związków Zawodowych Francji (Fédération des Syndicats Jaunes de France); 1890 w Niemczech powołano Komisję Generalną Związków Zawodowych (GK).

## Centrale związkowe w Polsce i na świecie
Do największych centrali związkowych na świecie należą m.in.: American Federation of Labor and Congress of Industrial Organizations (AFL-CIO), Kongres Związków Zawodowych (TUC), Włoska Konfederacja Pracowniczych Związków Zawodowych (CISL), Włoska Powszechna Konfederacja Pracy (CGIL), Komisje Robotnicze (CC.OO.), Czesko-Morawska Konfederacja Związków Zawodowych (ČMKOS), Norweska Konfederacja Związków Zawodowych (LO), Ogólnoindyjski Kongres Związków Zawodowych (AITUC), Indyjski Narodowy Kongres Związków Zawodowych (INTUC), Kongres Południowoafrykańskich Związków Zawodowych (COSATU), Ogólnochińska Federacja Związków Zawodowych, Powszechna Konfederacja Pracy (CGT) czy Francuska Demokratyczna Konfederacja Pracy (CFDT).
W Polsce największymi centralami związkowymi są: Ogólnopolskie Porozumienie Związków Zawodowych (OPZZ), Forum Związków Zawodowych (FZZ) oraz Niezależny Samorządny Związek Zawodowy „Solidarność” (NSZZ Solidarność).

## Polskie prawo
W prawie polskim centrale związkowe są definiowane przez Ustawę z dnia 23 maja 1991 r. o związkach zawodowych, a konkretnie art. 11. Na jego podstawie tego typu organizacje rozumie się jako ogólnokrajowe zrzeszenia (federacje) związków zawodowych lub ogólnokrajowe organizacje międzyzwiązkowe (konfederacje). Dodatkowo, według pkt. 3 artykułu, „organizacje związkowe, w tym federacje i konfederacje, mają prawo tworzenia i wstępowania do międzynarodowych organizacji związkowych".